# عزلة غربان (عمران)

تعديل مصدري - تعديل

عزلة غربان هي إحدى عزل مديرية خمر في محافظة عمران اليمنية ويبلغ تعداد سكانها 4977 نسمة حسب التعداد السكاني في اليمن لعام 2004.